# JR Hokkaido série 789
La série 789 (789系, 789-kei) est un type de rame automotrice exploitée par la compagnie Hokkaido Railway Company (JR Hokkaido) sur les services Limited Express.

## Description
La série 789 se divise en deux sous-séries :
- la série 789-0, qui comprend actuellement 6 rames de 6 voitures (4 rames de 2 voitures et 5 rames de 3 voitures à l'origine),
- la série 789-1000, qui comprend actuellement 6 rames de 5 voitures (7 rames à l'origine).

Les caisses en acier inoxydable et les cabines de conduite sont surélevées pour permettre l'interconnexion en deux rames accouplées (uniquement sur les rames de la série 789-0).

## Histoire
Les premières rames de la série 789-0 entrent en service commercial le 1er décembre 2002 sur les services Super Hakuchō entre Aomori et Hakodate. Les rames de la série 789-1000 sont introduites à partir du 1er octobre 2007.

## Affectation
Les rames de la série 789-0 assurent les services Lilac entre Sapporo et Asahikawa.
Les rames de la série 789-1000 assurent les services Kamui entre Sapporo et Asahikawa, et les services Suzuran entre Sapporo et Muroran.

## Galerie photos

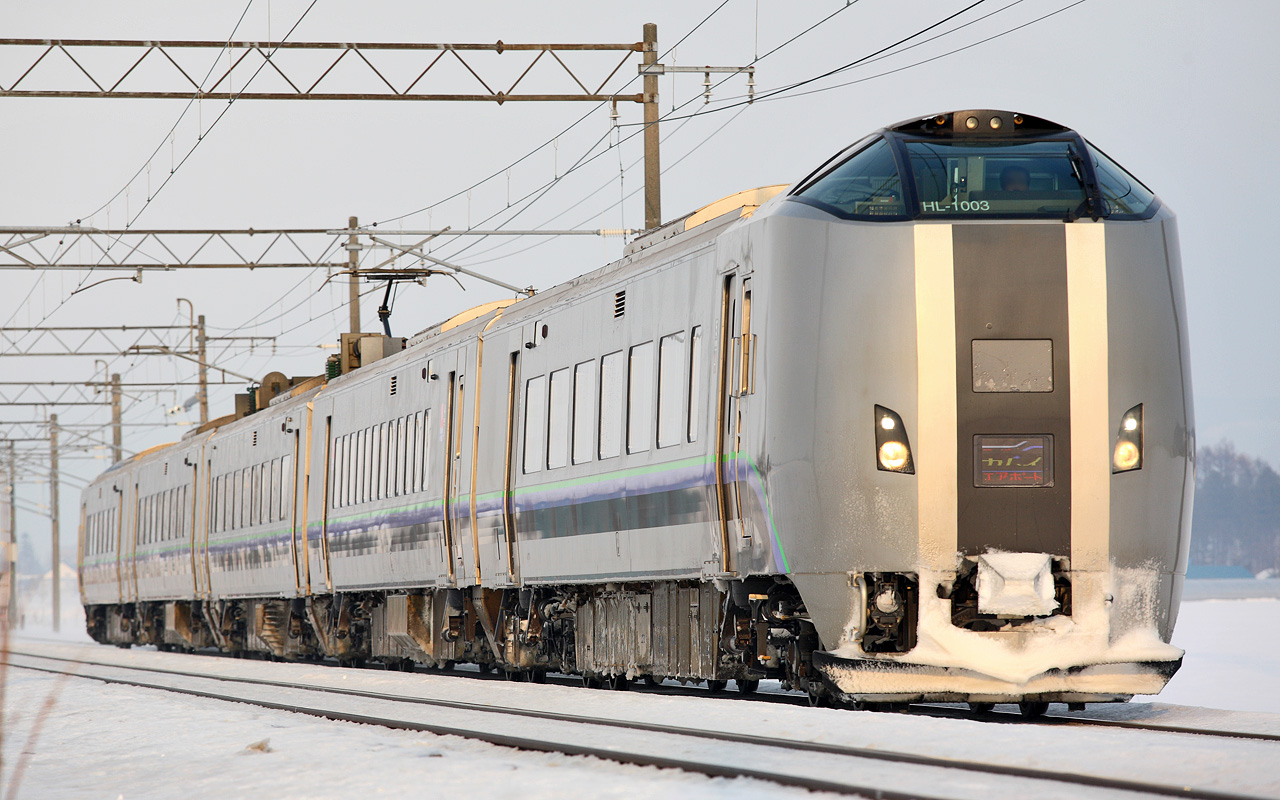
Série 789-1000
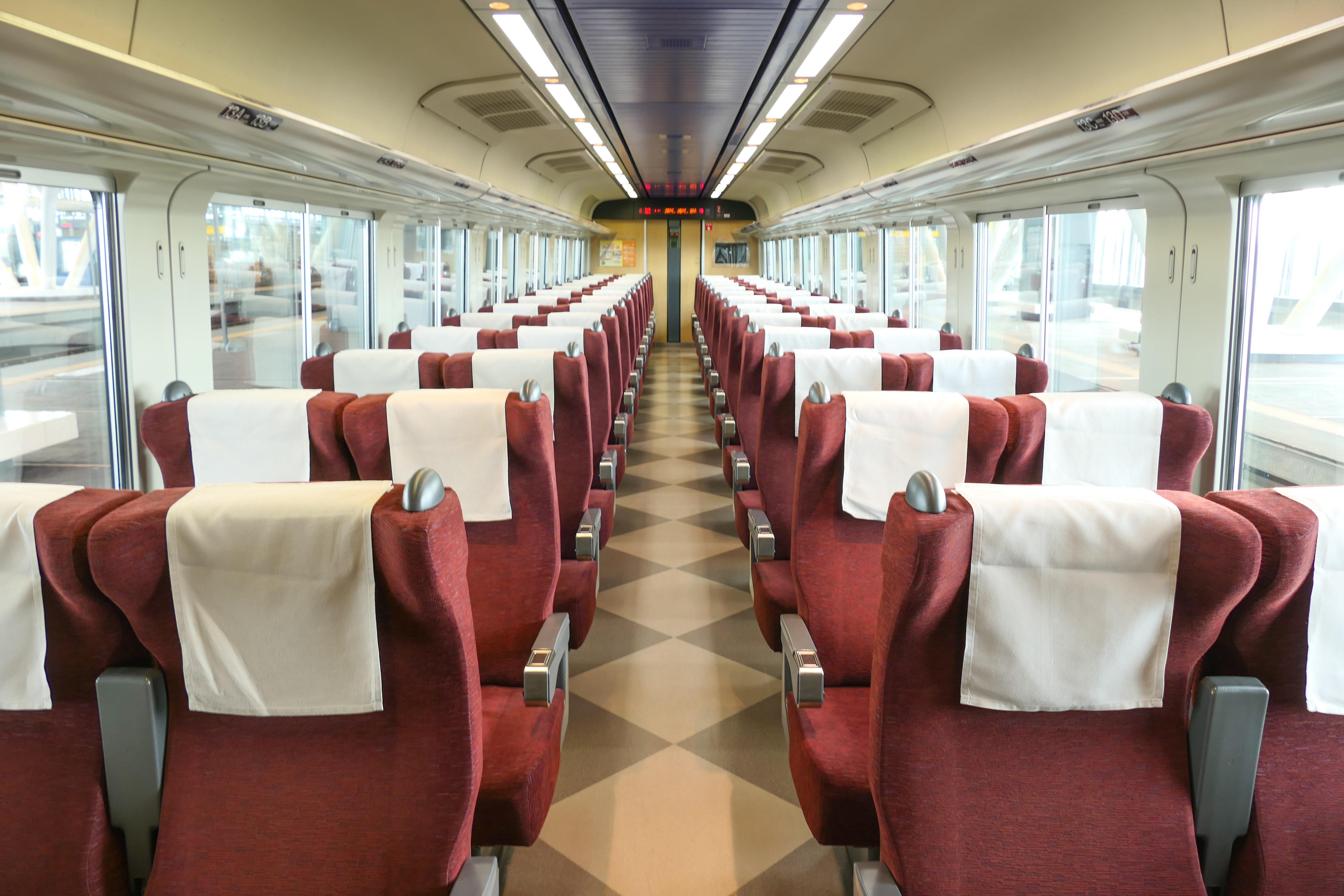
Intérieur de la classe standard
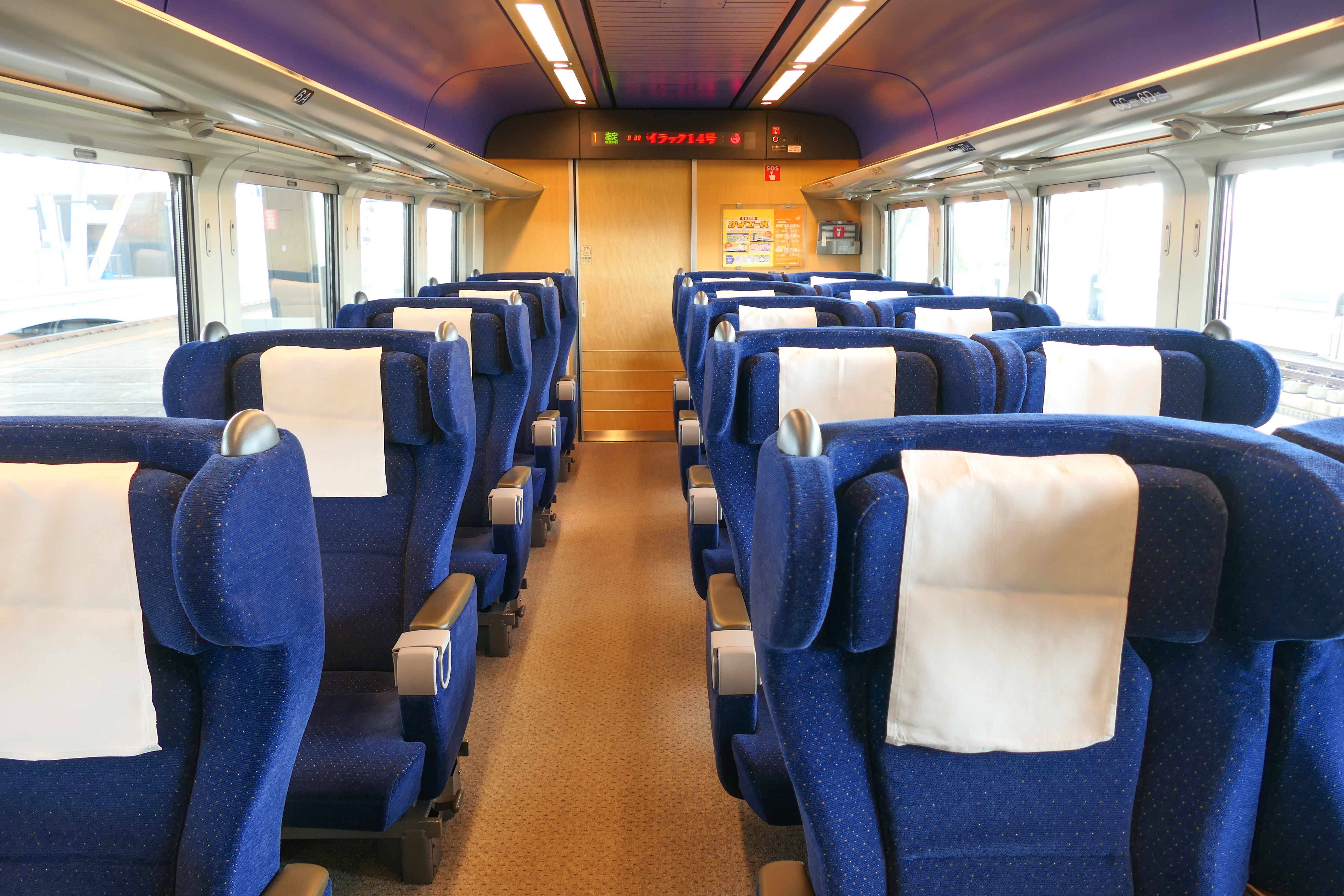
Intérieur de la Green class